# Månegarm
Månegarm — шведський гурт viking/black metal з міста Норртельє. Назва гурту походить від Mánagarmr, гігантського вовка в германо-скандинавській міфології, який під час Рагнарьоку поглине місяць.

## Історія
У 1995 році група була сформована Свеном Розендалем, Йонасом Альмкві і П'єром Вільгельмссон. Після пошуку дргуго гітариста (Mårten Matsson) і барабанщика (Erik Grawsiö) вони розпочали активні репетиції, а гурт назвали «Antikrist». До 1996 року вони змінили назву на Månegarm і на початку року почали записувати свою першу демонстрацію Vargaresa («Подорож вовка»).
Після запису, Rosendal і Matsson залишили колектив, а на заміну прийшли Jonny Wranning (вокал) і Markus Andé (гітара).
Другий демозапис Ur Nattvindar (1997) посприяв укладанню контракту з лейблом Displeased Records, завдяки своєму більш фолковому звучанню, зокрема, наявності скрипок і жіночого вокалу. Перед записом дебютного альбому Nordstjärnans tidsålder (1998) група наймає нового вокаліста Віктора Хемгрена. Однак проблеми з пошуком вокаліста на цьому не закінчуються, на півдорозі запису другого альбому Havets Vargar (2000) Віктор залишає групу.
Grawsiö взяв на себе роль вокаліста, поєднуючи з ударними. Також за цей час Янне Лільеквіст прийнятий на постіній основі в колектив. Після того, як гурт було укомплектовано, вони закінчили запис альбому і випустили його у 2000 році.
У 2003 році Månegarm випустили свій третій повноформатний альбом «Dödsfärd», що повпливало на збільшення популярності групи й змінилося звучання. Музика перейшла від блек-метал орієнтованого звуку до більш привабливого і більш «фольклорного» звучання, де мелодія народної музики зі скрипкою стали основними в музиці.
Дві демо-версії групи перезаписані і видані в якості альбому у 2004 році з четвертим студійним альбомом Vredens Tid (Age of Wrath), виданим в 2005 році.
28 червня 2006 року Månegarm видає акустичний EP під назвою «Urminnes Hävd(The Forest Session)». Цей «спеціальний» альбом виправдав найсміливіші побажання музикантів, які планували його багато років. Музика, яку можна почути на «Urminnes Hävd», не схожа на звичайний матеріал Månegarm, тому що на цей раз використовувалися традиційні інструменти, такі як акустичні гітари, скрипка, флейта, перкусія, варган, хор і чисті чоловічі та жіночі вокали.
У 2006 році Månegarm провела своє перше європейське турне разом з Skyforger і Goddess of Desire протягом двох тижнів, а також припинила співпрацю з Displeased Records.
Гурт підписує контракт зі шведським лейблом Black Lodge, який видає шостий альбом групи Vargstenen (Wolf Stone) у 2007 році.
У 2008 році Månegarm припинила співпрацю з Black Lodge і підписала контракт зі шведським лейблом Regain Records.
Новий альбом «Nattväsen» (нічні створіння) був виданий на Regain Records 19 листопада 2009 року.
Якоб Хеллегрен став ударником гурту, адже колектив хотів, аби Ерік займався тільки вокалом.
У 2010 році Månegarm зіграв на кількох великих європейських фестивалів; «Metal fest Open Air», «Kaltenbach Open Air», «Party San» і «Summer Breeze», а також вперше виступала в Канаді на метал-фестивалі Noctis IV в Калгарі. 2010 рік привніс також і зміну складу, оскільки басист Pierre W повинен був покинути гурт. Ерік взяв на себе повноваження басиста, Månegarm знову став колективом з п'яти осіб.
Після проблем з лейблом, Månegarm розриває угоду з Regain і укладає нову з Napalm Records з Австрії. Контракт був підписаний в кінці 2011 року.
В середині квітня 2012 скрипаль Янне Лільєквіст раптово вирішує покинути групу.
В кінці червня / початку липня 2013 вони випустили новий альбом «Legions of the North» на Napalm Records.
У 2015 році колектив видав лімітовану серію однойменного альбому Månegarm на лейблі Napalm Records, який вміщує 12 треків.

## Учасники

### Діючі учасники
- Jonas «Rune» Almquist — гітари (1995-дотепер)
- Erik Grawsiö — ударні (1996—2010), вокал (2000-дотепер), бас (2010-дотепер)
- Markus Andé — гітари (1996-дотепер)
- Jacob Hallegren — ударні (2011-дотепер)

### Колишні учасники
- Svenne Rosendal — вокал (1995—1996)
- Jonny Wranning — вокал (1996)
- Georgios «Gogge» Karalis — вокал (1997)
- Viktor Hemgren — вокал (1997—1999)
- Mårten Matsson — гітари (1995—1996), вокал (1996)
- Pierre Wilhelmsson — бас (1995—2010)
- Jan Liljekvist — віолончель, флейта, скрипка (2004—2012)

## Дискографія

### Демо-записи
- Vargaresa — (1996)
- Ur nattvindar — (1997)

### Студійні альбоми
- Nordstjärnans tidsålder — (1998)
- Havets vargar — (2000)
- Dödsfärd — (2003)
- Vredens tid — (2005)
- Vargstenen — (2007)
- Nattväsen — (2009)
- Legions of the North — (2013)
- Månegarm — (2015)
- Fornaldarsagor — (2019)

### Інші видання
- Urminnes hävd — The Forest Sessions (2005) — EP
- Genom världar nio (2007) — сингл
- Live in Moscow (2008) — спліт-відео